# Amplectobelua
Amplectobelua és un gènere extint de lobòpodes prehistòrics que visqueren al Cambrià. Se n'han descrit dues espècies: A. symbrachiata, un dels organismes de Chengjiang, i A. stephenensis, un representant més recent dels esquists de Burgess.